# Attentati ai pub di Guildford
Gli attentati ai pub di Guildford sono due attacchi con bombe da parte del Provisional IRA nella città inglese di Guildford avvenuti il 5 ottobre 1974.

## Contesto
Nell'ambito della strategia Éire Nua dell'IRA, la lotta dell'IRA per un'Irlanda unificata modellata sulla Repubblica irlandese, che finora si era svolta principalmente nella Repubblica d'Irlanda e nell'Irlanda del Nord, fu estesa anche all'intero Regno Unito. Di conseguenza, a partire dal 5 ottobre 1974, ci furono numerosi attentati dinamitardi, soprattutto nell'area metropolitana di Londra, che causarono numerose vittime.

## Gli attentati di Guildford
Il 5 ottobre 1974, un'unità di servizio attiva dell'IRA, in seguito nota come Balcombe Street Gang, effettuò due attentati a Guildford. Le destinazioni erano i pub Seven Stars e Horse and Groom, particolarmente apprezzati dai soldati britannici. La prima bomba è esplosa alle 20:30 a Horse and Groom, uccidendo quattro soldati (due ciascuno della Guardie Scozzesi e due del Women's Royal Army Corps) e un civile. Altre 65 persone sono rimaste ferite, alcune gravemente. Immediatamente dopo l'attacco, altri pub di Guildford, incluso il Seven Stars, sono stati evacuati. La seconda bomba, che è esplosa al Seven Stars alle 21:00, non ha provocato gravi lesioni personali. Bombe a base di nitroglicerina da sei libbre sono state usate in entrambi gli attacchi.
Gli attentati di Guildford segnarono l'inizio di una lunga serie di attacchi da parte di varie unità di servizio attivo dell'IRA. La Balcombe Street Gang responsabile degli attacchi di Guildford ha effettuato ulteriori attacchi a Londra e nell'area circostante fino al loro arresto il 13 dicembre 1975. Tra le altre cose, è anche responsabile dell'attacco del 7 novembre 1974 al pub Kings Arms a Woolwich, che ha causato due vittime.

## Guildford Four
Circa due mesi dopo gli attentati di Guildford, la polizia ha arrestato diverse donne nordirlandesi e un'inglese ritenute responsabili dell'organizzazione e della preparazione degli attacchi. Dopo lunghi interrogatori, che includevano metodi di tortura, quattro detenuti hanno confessato il crimine. Alla fine questi quattro furono accusati di aver compiuto gli attacchi, con altri sette sostenitori. I quattro principali imputati, che in seguito sarebbero diventati noti come Guildford Four, furono condannati all'ergastolo e i sette sostenitori, i Maguire Seven, furono condannati a diversi anni di reclusione. Successivamente si è scoperto tramite la scienza forense che le prove erano scientificamente insostenibili e le confessioni in parte falsificate e basate su metodi di interrogatorio non autorizzati. Le condanne furono annullate nel 1989.